# Naum Faiq
Naum Elias Yaqub Palakh, ook wel gekend als Naum Faiq (Syrisch: ܢܥܘܡ ܦܐܝܩ), is een van de vaders van het modern Assyrisch nationalisme. Hij was een journalist, filosofische denker, schrijver en een leerkracht. Zijn werken benadrukte de nood om het Aramese/Assyrische volk te verenigen tijdens de Assyrische genocide. Tribalisme en vormen van kerknationalisme (dat is een vorm van religieuze separatisme) waren de grootste uitdagingen voor Faiq. Naum zelf behoorde tot de Syrisch-Orthodoxe Kerk. Door zijn patriotisme en werken verkreeg Faiq de titel Malfono, dat 'Leraar' betekent.

## Leven en carrière
In het jaar 1868 in de fameuze stad Diyarbakir gelegen in Zuidoost-Anatolië (nu deel van Turkije),
werd Naum Faiq Palakh geboren. Voor de latere activist en leerkracht waren er weinig betere plekken om op te groeien. Diyarbakir kende een lange geschiedenis van Aramese cultuur en de gemeenschap was er sterk gevestigd. De taal werd er overgeleverd in veel schriftelijke vormen. Daarbij waren er verscheidene patriarchaten gevestigd van diverse kerken zoals de Syrisch Orthodoxe en de Chaldeeuws-Katholieke Kerk. Een organisatie die een grote invloed uitoefende op Naum Faiq was de ‘Oude Assyrische Broederschap’. Opgericht in 1878 in zijn geboortestad, richtte de organisatie een unieke school op die focuste op het aanleren van de taal. Naum Faiq werd hier onderwezen. Een vroege nationalist met de naam Hanna Sirri Ceqqi begeleidde Faiq tijdens zijn studies. Jammer genoeg bleef de school niet lang open: de autoriteiten forceerden de sluiting ervan. Aan de zonnige zijde waren in die korte periode al de zaden van kennis geplant in Assyriërs
rond de wereld, leidend tot een grotere heropleving van de natie. Faiq was hier niets minder dan een grote ambassadeur van de school.

## De ontwaking
Faiq bevond zich na de sluiting van de school in allerlei andere scholen gelegen in de omgeving. Naum Faiq onderwees continu voor de volgende jaren. Een stuk later in 1908, richtte Faiq in samenwerking met zijn vrienden een literaire kring
op genaamd Cirutho, wat Ontwaking betekent. Cirutho werd snel meer dan een ‘clubje’ en in het jaar 1909 volgde een magazine met dezelfde naam. Deze werd zelfs in de Verenigde Staten gepubliceerd. Daarbij volgde in 1910 een tweede tijdschrift, de Kawkab Madenḥo3 of De Ster uit het Oosten. In dit tijdschrift behandelde hij de situatie van Assyriërs maar er verschenen ook gedichten van Faiq. Zijn populair gedicht Ett’ir bar Athur, Ett’ir4 is er een van. De populariteit van dit gedicht reikte zelfs tot de Assyriërs in de diaspora. Landgenoten onthaalden het als een waar volkslied. Wat later vluchtte Naum naar de VS omwille van de toenemende vervolgingen door de Ottomaanse autoriteiten tegen patriotisme onder inheemse bevolkingen.

## Zijn werken en invloed
Doorheen Naum Faiq zijn werk valt er zeker iets op dat hem voor sommigen een controversieel figuur maakt, namelijk dat hij de moderne associaties van de termen “Arameeër”, “Chaldeeër” en “Syrisch” wilde verenigen onder de term "Assyrisch". Daarom springt hij in zijn
verschillende werken van de ene naam naar de andere zonder inconsistent te zijn met de kern van zijn boodschap: de complete vereniging onder de Assyrische naam.
Later werkte de schrijver in Amerika verder aan tijdschriften en organisaties met de lokale Assyriërs. Zo richtte hij in 1916 nog een tijdschrift op genaamd Beth Nahrin. Deze verscheen in drie talen waaronder zijn moedertaal, Arabisch en Ottomaans-Turks en werd twee keer per week uitgegeven. Hier verschenen eveneens gedichten van de dichter en voormalig docent. Daarnaast bundelde en publiceerde hij in New Jersey een collectie van volkslieden onder de naam Cunoye ciruthonoye of Zumore Umthonoye u Mothonoye5 en ook deze verschenen in de bovengenoemde talen. In zijn privéleven werd hij vrienden met veel verschillende mensen. Zo was er de Assyrische intellectueel Ashur Yusuf en de journalist en schrijver van dezelfde afkomst, Sanharib Bali. Deze laatste zou ook emigreren naar de VS. Andere vrienden
van Faiq waren historici, schrijvers, priesters en ook leerkrachten, sommigen afkomstig uit Groot-Brittannië. Toch was zijn hart nooit ver van zijn land. Zo was zijn laatste wens begraven te worden in de aarde van zijn thuisland. Dit kwam spijtig genoeg niet tot vervulling. Het leven van Naum Faiq eindigde in het jaar 1930. Verder dan een oceaan verwijderd van zijn thuisland, stierf de gepassioneerde schrijver, dichter en leerkracht op vreemde grond.

Awake, son of Assyria,
Awake and see the world how enlightened.
The chance is fleeing from us
And time is running out
Awake son of Assyria, Awake!
In vengeance you will take refuge.
Rise up and band together to strengthen.
And if one does not awake we have lost our chance
Without a purpose, misfortune will befall our land.
— Naum Faiq

Naast het bedenken en creëren van tijdschriften en gedichten, was Naum Faiq ook verantwoordelijk voor de vertalingen van een reeks werken. Een daarvan is die van de Perzische dichter Omar al-Khayyam, wiens werken Faiq vertaalde naar het Syrisch. Een andere bezigheid was het maken van lexicons en woordenboeken. Deze maakte hij in niet minder dan vijf talen: zijn moedertaal, Arabisch, Turks maar ook Perzisch en zelfs in het Armeens. Daarnaast creëerde hij nog een woordenboek dat alle Griekse woorden in het Syrisch behandelde. Ook vertaalde hij het boek van Ahiqar, de bekende Oud-Assyrische vizier. Andere onderwerpen waarover Naum schreef, waren geschiedenis en geografie. Dit reikte van Mesopotamië tot de befaamde school van Nisibis en meer. Om een laatste prestatie op te noemen van de man, kopieerde hij met de hand het originele en enige exemplaar van het geschiedenisboek opgesteld door Mor Michael de Grote. Al deze werken
zijn op zich indrukwekkend. Ze wijzen naar de grote drijfveer achter de ijverige man. Dit vloeide uit een oprechte betrokkenheid en liefde die Naum Faiq voelde voor zijn natie.

## Faiq's dood
De dood van zijn vrouw in 1927 raakte Faiq enorm. Hij leed aan een longziekte. Deze werd hem fataal en bracht hem tot rust in New Jersey, in het jaar 1930.